# Spiroxamin
A spiroxamin a mezőgazdaságban használt, spiroketálamin típusú gombaölő szer lisztharmat és rozsdabetegségek ellen. Gabonafélékben, banánültetvényeken, szőlőben, gyümölcsösökben alkalmazzák.
Az Európai Unióban 2021. december 31-ig engedélyezett.

## Hatásmód
A gomba számára szükséges ergoszterol(en) előállítását gátolja a delta14-szterol reduktáz(en) enzim gátlásával. A triazol típusú gombairtók másik enzimre hatnak, ezért a kétféle típusú szer felerősíti egymás hatását. A spiroxazol ráadásul nagyságrenddel fokozza a triazol típusú szerek felszívódását is, ezért gyakran alkalmazzák tebukonazollal(en) kombinációban.
Gyorsan felszívódik, és egyenletesen eloszlik a növényben.
Kijuttatási mennyiség aktív hatóanyagban (spiroxaminban):
- gabonafélékben 500–800 g/ha
- szőlőben 300–400 g/ha

## Veszélyek
Patkányoknak szájon át adva a spiroxamin gyorsan, de nem teljesen szívódik fel. Eloszlik a szervezetben, és gyorsan kiválasztódik, elsősorban a vizeletben. A beadott adag fele 14 órán belül távozik így.
Nőstény egereknek napi 414 mg/tskg adag a májsejtek megnagyobbodását, a májzsír-sejtek fokozódó megváltozását, testsúlycsökkenést, növekvő folyadékfelvételt, szőrhullást, ápolatlan bundát, kiszáradt bőrfelületeket okozott. A testsúlycsökkenés 4 héten belül megállt. A fehérvérsejtszám, a máj súlya és a vér karbamid-szintje nőtt, a vérlemezke-szám és a koleszterinszint csökkent. A NOEL (az a mennyiség, melynél még nem mutatható ki elváltozás) 25 mg/tskg volt.
A talaj mikroorganizmusai a molekula két pontján bontják el a spiroxamint. A terc-butil részből alkohol lesz, mely szulfát formájában választódik ki, és további oxidáció után szénsavszármazékká, végül szén-dioxiddá alakul. A másik támadáspont az aminocsoport, melyből az etil vagy propil lánc válik le. Egy európai vizsgálat szerint 5–82 nap alatt a kijuttatott spiroxamin fele, 45–150 nap alatt a 90%-a bomlott el.
Növényekben a spiroxamin elsődleges metabolitja spiroxamine-N-oxid, melynek LD50-értéke nőstény patkányokban, szájon át kb. 707 mg/tskg.
A spiroxamint 8 órán keresztül adták önkéntesek felkarjába, és jelentéktelen plazmaszint-emelkedést tapasztaltak. A spiroxamin 41 napon keresztül folyamatosan választódott ki a vizeletben, amiből a beadott mennyiség 18,4%-át sikerült visszanyerni.
Ausztráliában az ADI-értéke 0,02 mg/tskg/nap abból kiindulva, hogy kutyáknál 2,5 mg/tskg/nap a NOEL-érték, és a szokásos 100-szoros biztonsággal számoltak.
Összességében a spiroxamin közepesen veszélyes anyag mind az Egészségügyi Világszervezet, mind az Amerikai Környezetvédő Hivatal szerint.

## Kémiai szerkezet
A spiroxamin a spiroketálaminok közé tartozik.
- Spirogyűrű(en): két szomszédos gyűrű egy közös atommal.
- Ketál: keton acetál (röviden acetál). Formálisan ketonból és alkoholból vízlehasadással keletkező vegyület.[3] Ez esetben: 4-terc-butil-ciklohexanonból[4] és 3-[etil(propil)amino]propán-1,2-diolból.
- Aminok: olyan vegyületek, melyekben a nitrogénatom három szén- vagy hidrogénatomhoz kapcsolódik.

Két sztereoizomerje van.

## Készítmények
- Falcon 460 EC: spiroxamin, tebukonazol és triadimenol kombinációja
- Falcon Pro: spiroxamin, tebukonazol és protiokonazol[5] kombinációja
- SÓLYOM 460 EC:[6] spiroxamin, tebukonazol, triadimenol
- Prosper
- Spiral 500 EC[7]